# 上田丸子電鉄サハ20形電車
上田丸子電鉄サハ20形電車（うえだまるこでんてつサハ20がたでんしゃ）は、上田丸子電鉄（後の上田交通）に在籍した電車（付随車）である。

## 概要
1949年から1967年にかけて、サハ20形21 - 28の延べ9両（サハ22を称した車両が2世代存在する）が増備された。新製名義で落成したサハ28を除いて全車とも他社からの譲渡車両で、かついずれも日本車輌製造製の気動車を改造した電車であり、また元の経歴もそれぞれ異なった。
いずれも全長12m前後の小形車で、サハ27を除く全車が、編成内に組み込まれる形態で運用されるのではなく、電動車に牽引され編成後尾に付く後付付随車として運用された。
一部は廃車後車体が民間に払い下げされた。

## 各グループ詳細
本形式は、種車別および経歴の別によって5つのグループに分類される。以下、車歴・運用などについてグループごとに詳述する。

### サハ21 - 25
元は飯山鉄道（現、飯山線）が1930年に新造した気動車キハニ1形1 - 5である。1944年の運輸通信省による戦時買収後もそのまま使用されていたが、1949年にキハニ2・4がエンジン等を撤去のうえ、上田丸子電鉄に譲渡された。この2両は最初ハフ100形102・103と称していたが、翌1950年の改番によりサハ20形21・22となった。続いて1951年にはキハニ1・3・5が譲渡され、同様にサハ23 - 25となった。
サハ21 - 24は真田傍陽線、サハ25は別所線で主にラッシュ時の増結用として使われた。
サハ25は1956年に丸子線のモハ3210形3213の鋼体化改造に際して車体を供出し、サハ25としては廃車となりモハ3220形3223となって1969年の丸子線廃線まで使用された。また、付随車であった当時に装着した台車は後述のサハ28に流用された。
サハ22は1967年に事故廃車された。1972年の真田傍陽線廃線時にサハ21・23は廃車されたが、サハ24は別所線に転じた後、1980年に廃車された。

### サハ26
元は秋田鉄道（現、花輪線）が1933年に新造した気動車ジハ6である。翌1934年の秋田鉄道の鉄道省買収によりキハ36470となり、さらにキハ40300となった後、1937年に東武鉄道に譲渡され、キハ20形21となった。1951年に上田丸子に譲渡され、エンジン等を撤去のうえサハ26となり、別所線に投入された。
1957年に丸子線のモハ3210形3214の鋼体化用に車体を供出し、前述したサハ25同様にサハ26としては廃車手続きが取られた。モハ3220形3224となった同車は1969年の丸子線廃線まで使用された。

### サハ27
元は神中鉄道（現、相鉄本線）が1936年に新造した気動車キハ30形30である。小形車であったことからキハ1形 (2代)の投入に伴い、東武に譲渡され、キハ10形11となった。1956年にキハ21に続いて上田丸子へ譲渡され、エンジン等を撤去してサハ27となった。
当初は別所線に投入されたが、後に丸子線に移った。丸子線ではモハ2320形2両の中間車として編成を組んでいたが、2320形の貫通化改造以後はモハ3350形2両の中間車として編成を組み、1969年の丸子線廃線まで使用。廃止後は真田傍陽線で使用され1972年の廃止と同時に廃車された。本形式で唯一、通常の付随車として使用された車両である。

### サハ28
1958年に自社工場の新造名義で登場したが、実際は江ノ島鎌倉観光より譲り受けた201（初代）とされる中古車体と、前述したサハ25より流用した台車を組み合わせて竣功した車両である。別所線に投入され、増結用に使用されたが、1972年に廃車された。本形式で唯一、気動車の車体を持たない車両である。

### サハ22（2代）
前述したサハ22（初代）の事故廃車に伴って、モハ3120形3122を電装解除・付随車化した車両である。モハ3122は丸子線の前身である丸子鉄道が停電時対策として1934年に製造した気動車キハ1形1の後身であった。別所線・真田傍陽線で使用された後、1972年の真田傍陽線廃線に伴いサハ21・23とともに廃車された。
廃車後は台車と床下機器を外され上田原の電車区裏に倉庫として長らく置かれていたが1990年ごろまでに車庫移転に伴う整地のため解体された。
なお倉庫の中身は現在は下之郷の記念館で展示されている。